# Liste der Monuments historiques in Selles (Marne)
Die Liste der Monuments historiques in Selles führt die Monuments historiques in der französischen Gemeinde Selles auf.

## Liste der Objekte
| Bezeichnung                              | Beschreibung                                                       | Standort                       | Kennzeichnung | Schutzstatus    | Datum  | Bild |
| ---------------------------------------- | ------------------------------------------------------------------ | ------------------------------ | ------------- | --------------- | ------ | ---- |
| Reiterskulptur Heiliger Martin           | Holz, bezeichnet 1546; während des Ersten Weltkriegs zerstört      | in der Kirche St-Martin (Lage) | PM51001612    | Classé gelöscht | ? 1942 |      |
| Kruzifix                                 | Holz, farbig gefasst, Ende des 17. Jahrhunderts                    | in der Kirche St-Martin (Lage) | PM51003244    | Inscrit         | 1989   |      |
| Skulptur Johannes der Täufer             | Stein, 16. Jahrhundert; während des Ersten Weltkriegs zerstört     | in der Kirche St-Martin (Lage) | PM51001611    | Classé gelöscht | ? 1942 |      |
| Gemälde Johannes der Täufer in der Wüste | Ölfarbe auf Leinwand, 1739; während des Ersten Weltkriegs zerstört | in der Kirche St-Martin (Lage) | PM51001613    | Classé gelöscht | ? 1942 |      |